# 12866 Yanamadala
12866 Yanamadala este un asteroid din centura principală de asteroizi.

## Descriere
12866 Yanamadala este un asteroid din centura principală de asteroizi. A fost descoperit pe 22 mai 1998 la Socorro, New Mexico, în cadrul proiectului LINEAR. Asteroidul prezintă o orbită caracterizată de o semiaxă mare de 2,41 ua, o excentricitate de 0,19 și o înclinație de 2,9° în raport cu ecliptica.